# Ralph Lauren

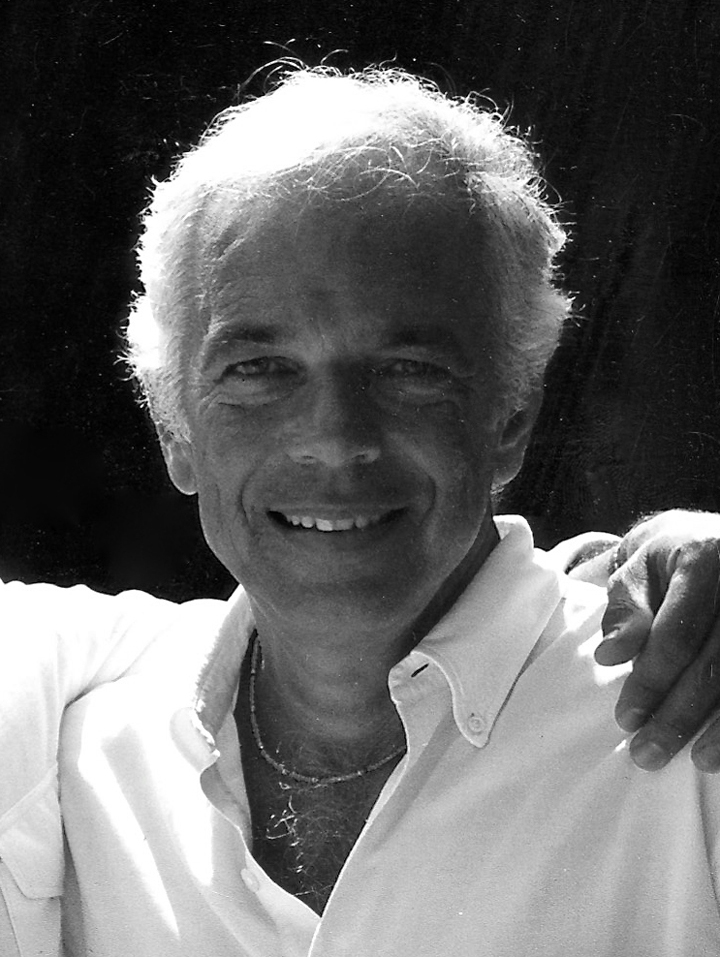
Ralph Lauren (2013)

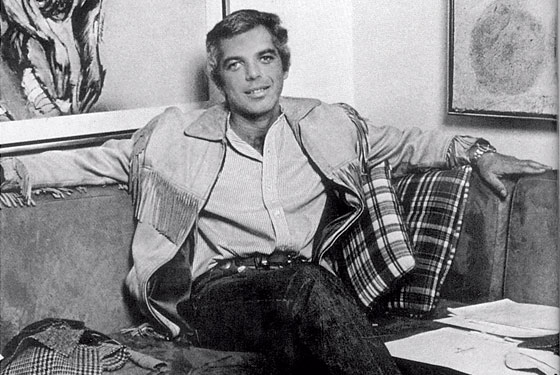
Ralph Lauren, fotografiert von Edgar de Evia (1978)

Ralph Lauren KBE [ˈlɔː.rən] (anhörenⓘ) (* 14. Oktober 1939 in der Bronx, New York City als Ralph Lifshitz) ist ein US-amerikanischer Modedesigner und Gründer des Modeunternehmens Ralph Lauren Corporation.

## Leben
Ralph Lauren ist der Sohn von Fraydl und Frank Lifshitz, einem Anstreicher. Seine Eltern waren aschkenasische Juden und aus Pinsk in Belarus in die USA emigriert. Lauren besuchte zunächst die Marsha Stern Talmudical Academy, wechselte aber später an die DeWitt Clinton High School. Während dieser Zeit verdiente er sein erstes Geld durch den Verkauf von Krawatten an seine Mitschüler. Bereits mit zwölf Jahren investierte er das verdiente Geld in teure Anzüge. 1957 erreichte er seinen Abschluss. Mit 16 Jahren entschlossen sich Ralph und seine beiden Brüder Terry und Lenny, ihren Nachnamen zu wechseln. 
Lauren begann Wirtschaftswissenschaften am Baruch College zu studieren, wurde aber nach zwei Jahren wegen schlechter Leistungen exmatrikuliert. Ab 1962 diente er zwei Jahre in der United States Army. Im Sommer 1964 traf er bei seinem Augenarzt die Rezeptionistin Ricky Anne Loew-Beer, Tochter österreichischer Emigranten, die er am 20. Dezember desselben Jahres in New York heiratete. 1969 und 1971 kamen ihre Söhne Andrew und David zur Welt, 1974 ihre Tochter Dylan.

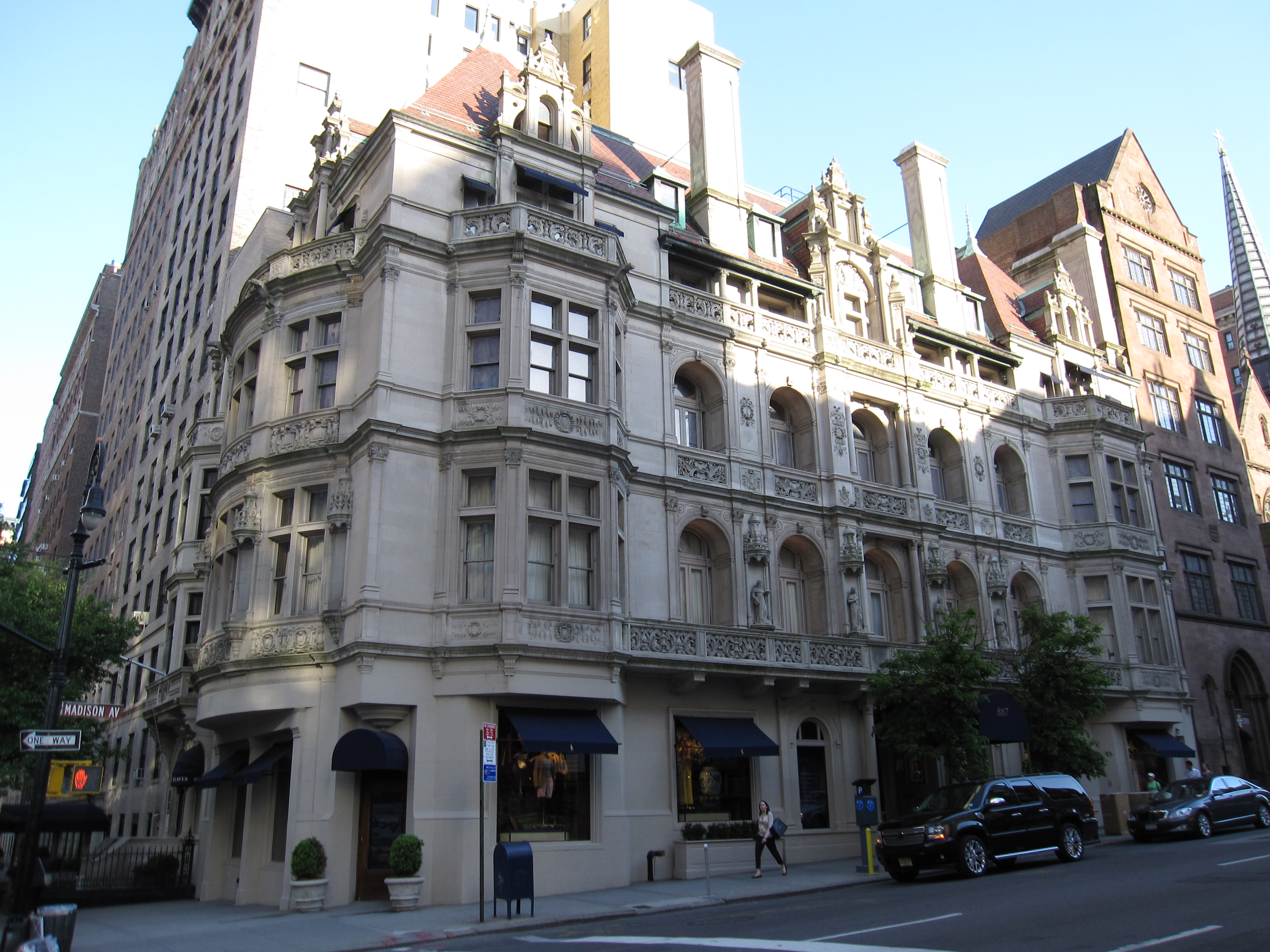
Das Polo Ralph Lauren Hauptgeschäft in der Madison Avenue in New York City

Nach seiner Zeit in der Armee arbeitete er beim Modehaus Brooks Brothers als Verkäufer. 1967 ermöglichte es ihm ein Kredit des Modehändlers Norman Hilton über 50.000 Dollar eine eigene Krawattenkollektion unter dem Label Polo zu entwerfen. Noch im selben Jahr erwarb er von Brooks Brothers die Rechte an der Marke und machte sich selbständig. Lauren konzentrierte sich künftig nicht nur auf Krawatten, sondern entwarf komplette Kollektionen für Männer. 1970 gewann er den Coty Award und begann im Jahr darauf auch Damenkollektionen zu kreieren. 1972 wurde er beauftragt, die Kleidung für den Film The Great Gatsby zu entwerfen. Im selben Jahr legte er in eigener Kollektion ein Polohemd auf, das er mit dem heute auf fast jedem Lauren-Produkt zu findenden Polospieler auf der Brust versah. Das Modell gehört bis heute zu seinen erfolgreichsten Kreationen.
Anfang April 1987 wurde bei Lauren ein Hirntumor festgestellt. Nach einer erfolgreichen Operation konnte er im April 1987 vollständig geheilt werden.
1999 übernahm Ralph Lauren eine kleinere Nebenrolle in der Serie Friends. Er spielte sich in der Episode Ein strahlender Eindruck selbst.
2007 mietete Lauren für eine Party anlässlich des vierzigjährigen Bestehens seines Unternehmens den Central Park in New York. Als Gratulanten erschienen Mitglieder der Familien Kennedy und Bush sowie Hollywoodgrößen wie Sarah Jessica Parker und Dustin Hoffman.
Im März 2012 schätzte das Forbes Magazine das Vermögen Ralph Laurens auf 7,5 Milliarden Dollar. Lauren wäre damit in der Liste der reichsten Menschen der Welt auf Platz 122. Er bewohnt eine ca. 5.700 ha große Ranch im Ouray County in Colorado.
Ralph Laurens Sohn David ist seit 2011 mit Lauren Bush verheiratet. Sein Neffe Greg Lauren ist der Ehemann von Elizabeth Berkley. 
Im Januar 2025 bekam er vom scheidenden US-Präsidenten Joe Biden als erster Modedesigner überhaupt die Medal of Freedom verliehen.

## Auszeichnungen
- 1970 COTY Award für die beste Männermodekollektion
- 2010 Ernennung zum Ritter der Ehrenlegion
- Auf dem New Yorker Fashion Walk of Fame auf der 7th Avenue ist Ralph Lauren mit einer Bronzeplakette im Boden verewigt.[12]
- Ernennung durch His Royal Highness Prince Charles of Wales zum „Honorary Knight Commander of the Most Excellent Order of the British Empire“ im Buckingham Palace, London, UK, Juni 2019